# Dubh Lochan
Dubh Lochan (schottisch-gälisch: „Kleiner Schwarzer See“) ist ein Süßwassersee in der schottischen Council Area Stirling.

## Beschreibung
Der See liegt nahe der Westgrenze von Stirling weniger als 200 Meter abseits des Ostufers von Loch Lomond. Seine Umgebung ist nur dünn besiedelt. Der Weiler Rowardennan befindet sich 2,5 Kilometer nordwestlich, die Stadt Stirling etwa 40 Kilometer östlich. Der Dubh Lochan liegt abseits einer Stichstraße entlang des südlichen Ostufers von Loch Lomond, die bis Rowardennan führt. Der Fernwanderweg West Highland Way passiert sein Westufer.
Der See liegt auf einer Höhe von 18 Metern über dem Meeresspiegel. Der längliche Dubh Lochan weist eine maximale Länge von 0,52 Kilometern bei einer maximalen Breite von 0,18 Kilometern auf, woraus sich eine Fläche von sieben Hektar und ein Umfang von einem Kilometer ergeben. Die mittlere Tiefe des Dubh Lochan beträgt 4,1 Meter, woraus sich ein Volumen von 293.431 Kubikmetern ergibt. Sein Einzugsgebiet umfasst 182 Hektar und besteht zu jeweils etwa 24 % aus Laubwald- und Heideflächen, während Grundwasser jeweils 3,9 % des Zuflusses zu Dubh Lochan ausmacht. Der See besitzt keine benannten Zuflüsse. Vom Nordufer fließt ein unbenannter Bach ab, der nach kurzer Strecke in den Loch Lomond mündet, der über den Leven in den Clyde entwässert.